# The Album Formerly Known As…
The Album Formerly Known As… — третий сольный альбом Карла Крэйга, выпущенный в 2005 году голландским лейблом Rush Hour Recordings после шестилетнего перерыва в сольном творчестве.

## Об альбоме
«The Album Formerly Known As…» выполнен в типичном для Крейга стиле — своеобразное детройтское техно, которое записывал человек, предпочитающий экспериментировать, и выпускать музыку для головы, а не для ног. Красивое, местами очень танцевальное, мелодичное техно.

## Список композиций
1. Technology (Version) — 4:54
2. Mind Of A Machine (Version) — 6:56
3. Science Fiction (Version) — 5:40
4. One Day Soon (Version) — 6:33
5. Landcruising (Version) — 6:13
6. Einbahn (Version) — 4:51
7. Home Entertainment (Version) — 5:44
8. Sparkle — 5:03
9. A Wonderful Life (Version) — 6:55
10. Technoloambient (Max Dub) — 5:44
11. Home Enterambient (Caya Dub) — 5:40